# Eupithecia miamata
Eupithecia miamata là một loài bướm đêm trong họ Geometridae.